# George Springate
George Philip Gregory Springate (12 mai 1938 - 20 novembre 2019) est un policier, avocat, homme politique, joueur de football canadien professionnel, professeur et juge de la citoyenneté canadienne.

## Biographie
Né à Montréal au Québec, fils de Walter L. Springate et d'Eleanor Woodhouse, il obtient un baccalauréat ès arts de l'Université Sir George Williams. Il obtient également un baccalauréat en droit civil en 1968 et un baccalauréat en common law en 1969 de l'Université McGill. De 1958 à 1969, il est policier au sein de la police de Montréal et anime des émissions de radio et de télévision traitant d'affaires policières. Il est membre du cabinet d'avocats Franklin et Franklin de juin 1969 à avril 1970. 
De 1966 à 1968, il est membre de l'équipe de football canadien des Redmen de McGill. Repêché par les Tiger-Cats de Hamilton de la Ligue canadienne de football en 1968, il joue 17 matchs avec les Alouettes de Montréal de 1970 à 1972 et fait partie de l'équipe gagnante de la coupe Grey en 1970.
En 1970, il est élu député libéral à l'Assemblée nationale du Québec pour la circonscription de Sainte-Anne. Il est réélu en 1973. En 1974, il est exclu du caucus libéral pour avoir voté contre le projet de loi 22 sur la langue française. Il est élu dans la circonscription de Westmount lors des élections de 1976 . Il ne s'est pas présenté aux élections générales de 1981 au Québec.
George Springate est également commentateur sportif à la télévision pour CBC Montréal dans les années 1980 et anime l'émission quotidienne d'actualité locale Midday.
Il est professeur de droit pénal et civil au John Abbott College. Il est un des fondateurs du programme « Police Technology » au John Abbott College en 1973 ; il prend sa retraite de l'enseignement en 2008. Il a également été chroniqueur pour le Montreal Daily News et le Sunday Express, des journaux locaux de Montréal.
Springate est juge fédéral de la citoyenneté de décembre 1999 à mars 2005, puis de novembre 2006 au 15 octobre 2008, date où il devient juge principal. Il exerçe cette fonction jusqu'en 2013. 
Springate reçoit un diagnostic de cancer du côlon de stade 4 en avril 2018. Il meurt à Ottawa le 20 novembre 2019, à l'âge de 81 ans.

## Prix et distinctions
- Prix B'nai Brith, 1980,
- Prix Lester B. Pearson, 1985
- Ordre du Canada en 1989.
- Doctorat honorifique en droit, Collège universitaire du Cap-Breton, 1990
- Doctorat honorifique en droit, Université Concordia,2012
- Prix du partenariat du Service de police de la Communauté urbaine de Montréal, 1998
- Grand philanthrope de la Société pour les enfants handicapés du Québec, 1999.